# Mandevilla antioquiana
Mandevilla antioquiana är en oleanderväxtart som beskrevs av J.F.Morales. Mandevilla antioquiana ingår i släktet Mandevilla och familjen oleanderväxter. Inga underarter finns listade i Catalogue of Life.